# Philippa Fawcett
Pour les articles homonymes, voir Fawcett.
Philippa Garrett Fawcett (4 avril 1868 - 10 juin 1948) est une mathématicienne britannique et une spécialiste de la théorie de l'éducation.

## Biographie
Elle est la fille de la suffragette Millicent Fawcett et de Henry Fawcett, professeur d'économie politique à l'université de Cambridge et membre du Parlement. Elle est la nièce d'Elizabeth Garrett Anderson, la première Anglaise docteur en médecine. 
Philippa fait ses études au Newnham College à Cambridge où elle passe le tripos de mathématiques, et devient en 1890 la première femme classée au-dessus du senior wrangler, examen à cette époque le plus important d'Angleterre, brillante reconnaissance de ses compétences en mathématiques. Bien que surclassant son second d'une note 13 % plus élevée, elle n'obtient pas le titre de senior wrangler, car seuls les hommes y étaient alors admis.

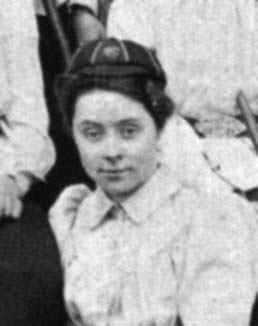
Philippa Fawcett à Newnham College (1891).

Par la suite, elle est admise à l'université de Cambridge où elle conduit des recherches sur la mécanique des fluides.
Elle quitte Cambridge en 1902, pour encadrer les recherches de mathématiques des professeurs de l'école normale de Johannesbourg, en Afrique du Sud. Elle y reste plusieurs années, ouvrant des écoles dans le pays, avant de revenir après 1905 en Angleterre pour occuper un poste dans l'administration de l'éducation au London County Council. Fait notable, elle obtient pour ce poste un salaire équivalent à celui qu'aurait eu un homme à ce poste.